# Augustin Jean Ukken
Augustine John Ukken
Augustin Jean Ukken (en anglais Augustine John Ukken) est un prêtre catholique indien, né le 19 décembre 1880 à Parappur, dans le district de Thrissur, dans l'État indien du Kerala, mort le 13 octobre 1956 à Chowannur, dans le même district.
Prêtre catholique de rite syro-malabar, il est particulièrement attentif aux pauvres, aux démunis, aux enfants. Il est le fondateur des sœurs de la charité de Thrissur. La procédure en vue de sa béatification est en cours. Il est reconnu « vénérable » par le pape François en décembre 2018.

## Biographie
Augustin Jean Ukken naît le 19 décembre 1880 à Parappur, un village du district de Thrissur, dans le Kerala. Il est le deuxième fils de Punnaparambil Ukken Anthappan et de Chalakkal Annamma. Il a six ans quand ses parents meurent tous les deux. Le curé de la paroisse locale met alors un abri à la disposition des garçons et assure leur éducation à l'école primaire.
Vers 1895, sur la recommandation de ce prêtre, Mgr Adolphus Medlycott fait inscrire le jeune Augustin, âgé de 15 ans, au petit séminaire de Thrissur pour compléter ses études. Augustin Ukken est ensuite envoyé à Kandy, au Sri Lanka, pour y étudier la prêtrise au grand séminaire. Il est ordonné prêtre le 21 décembre 1907 par l'évêque Clement Pagany.
Le jeune père Augustin Jean Ukken est d'abord affecté au collège Saint Thomas de Thrissur (en). De 1908 à 1909, il y exerce les fonctions de directeur adjoint ; il y est aussi enseignant, dispensant des cours de français et de latin. En 1910 il devient le directeur du Petit séminaire ; tout en continuant ces fonctions, il est en même temps secrétaire de l'archevêque John Manachery, de 1913 à 1917. Il est ensuite prêtre en paroisse, exerçant l'office de vicaire dans différentes paroisses. Il retourne au collège Saint Thomas en 1921, nommé directeur du collège ; il y reste jusqu'en 1925.
À partir de 1925, le père Augustin passe son temps dans différentes paroisses en s'impliquant profondément auprès des pauvres, des démunis, des affamés et des enfants. Inspiré par saint Vincent de Paul, il cherche le meilleur moyen de leur venir en aide, et prie pour être guidé, obtenir l'inspiration,.
Le 21 novembre 1944, il fonde la congrégation des Sœurs de la Charité de Thrissur. Le but de cet ordre est d'être témoins du Christ dans les milieux défavorisés et marginalisés, et consiste dans la pratique à « prendre soin des malades, soigner ceux qui sont dans leur lit de mort, élever les pauvres et donner une formation catéchétique »,.
Le nouvel ordre est approuvé par l'archevêque de Thrissur, George Alapatt.
Le Frère Augustin Jean Ukken meurt à 75 ans le 13 octobre 1956.

## Procédure de béatification
La cause en vue de l'éventuelle béatification d'Augustin John Ukken est ouverte au niveau du diocèse, puis transmise à Rome auprès de la Congrégation pour la cause des saints. Il est déclaré officiellement « serviteur de Dieu » le 24 août 2008 par l'archevêque de Thrissur Andrews Thazhath, au cours d'une messe solennelle à Lourdes. C'est la première étape vers la canonisation.
L'héroïcité de ses vertus est reconnue par le pape François dix ans plus tard, le 22 décembre 2018. Augustin Jean Ukken est ainsi proclamé « vénérable ». Sa fête est le 13 octobre.